# Knokke-Heist
Knokke-Heist is een gemeente in West-Vlaanderen en een van de bekendste badplaatsen van België. Het is gelegen aan de grens met Nederland. De zee vormt de noordgrens en ten oosten ligt het Provinciaal Natuurpark Zwin als een buffer met de kust van Zeeuws-Vlaanderen (Nederland). Aan de zuidkant van Knokke-Heist ligt Damme en ten westen ligt de zeehaven van Brugge. De gemeente telt ruim 32.000 inwoners. 

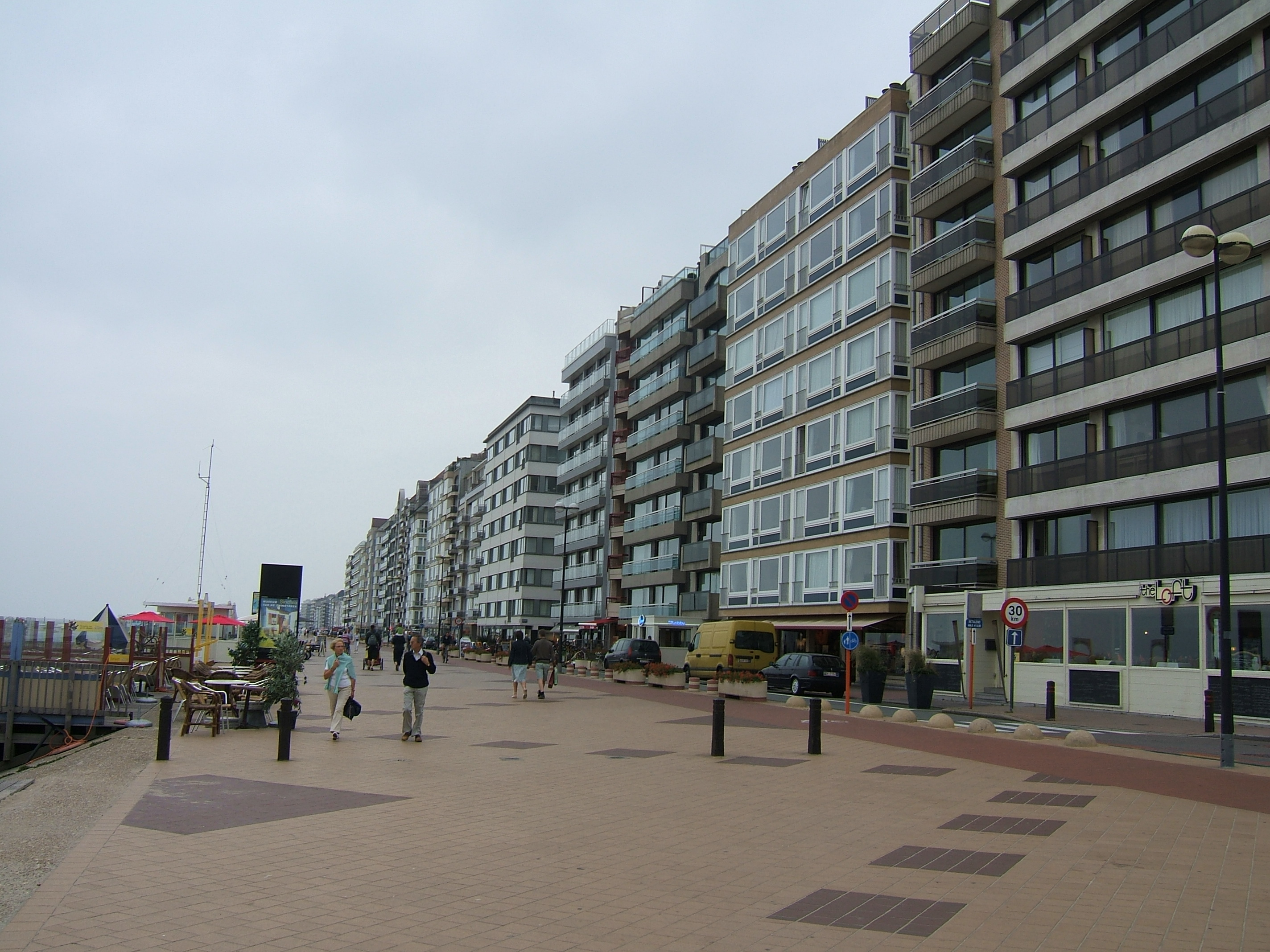
Zeedijk Knokke-Heist

## Geschiedenis
Pas in 11de eeuw is de mens door indijking van schorren winst beginnen te boeken in zijn strijd om land te verwerven op de zee. De streek was vele eeuwen bezet door vreemde mogendheden en was vaak de inzet tussen vorsten en koningshuizen. Knokke was op het einde van de 19de eeuw nog een verloren dorpje. De ontwikkeling van polderdorp tot badplaats steunde op 3 pijlers: in 1887 de eerste verkaveling door een consortium projectontwikkelaars ‘avant la lettre’, de oprichting in 1908 van een vastgoedgroep ‘Compagnie Het Zoute’ en in 1922 de opstart van de uitbreiding ‘Albertstrand’. In 1971 kwam de fusie van een aantal deelgemeenten tot stand namelijk het huidige Knokke-Heist.
Na de Eerste Wereldoorlog werd vlak voor de kust op een zandbank een grote hoeveelheid munitie gestort. Dit munitiestort is het grootste van België.

### Trein en tram
De trein bereikte Heist op 16 augustus 1863 met een spoorlijn via Blankenberge. In 1906 werd een meer rechtstreekse route naar Heist geopend (situatie van voor 1906 te zien op deze kaart). Op 18 maart 1890 werd in Heist een aansluitende buurtspoorweglijn geopend van Heist naar Brugge langs Knokke en Westkapelle. Pas in 1920 werd de spoorlijn doorgetrokken tot het huidig eindpunt in Knokke en was geen overstap op de tram meer nodig. Door de opening van de ontbrekende tramlijn Blankenberge - Heist in 1908 werd een doorgaande tramverbinding Oostende - Heist mogelijk. In Knokke zelf volgden diverse verlengingen:
- 29-06-1912: Station tot Zoute via de Lippenslaan. Tevens werd de lijn tot Heist geëlektrificeerd. Alle hierna vermelde verlengingen zijn elektrisch.
- 21-07-1927: Een nieuwe route langs de Zoutelaan en Elizabethlaan (Oostkant) die enkel gebruikt werd in de richting Zoute - Lippenslaan door de lijnen 1 en 10.
- 01-07-1928: Het Zoute tot Oosthoek Siska.
- 04-07-1929: Oosthoek Siska tot Retranchement in Nederland, vanwaar er aansluiting was op het tramnet van de stoomtram-Maatschappij Breskens - Maldeghem, SBM.
- 23-08-1935: Een route vanaf Duinbergen langs Elizabethlaan en het casino tot de Lippenslaan. Deze route werd enkel gebruikt door de lokale lijn 12 Zoute - Duinbergen.

In de jaren 30 van de twintigste eeuw reed er een lokaal en regionaal elektrisch tramnet met de volgende lijnen:
- 1: Oostende - Zoute
- 10: Brugge - Westkapelle - Knokke station - Het Zoute
- 11: Brugge - Westkapelle - Knokke station - Heist
- 12: Duinbergen - Casino - Het Zoute - Oosthoek
- 13: Knokke station - Het Zoute - Oosthoek
- 14: Knokke station - Westkapelle - Sluis (tot 1945 beperkt tot Westkapelle - Sluis) (De lijn Westkapelle - Sluis was al geopend in 1890)

De eerste opheffing was Oosthoek - Retranchement op 30 augustus 1939. Op 30 juni 1951 sneuvelden de trajecten: Zoute - oosthoek, de lijn 12 naar Duinbergen en de Zoutelaanroute. Op 6 oktober 1951 volgde de lijn Westkapelle - Sluis. Lijn 10 naar Brugge is op 29 september 1956 opgeheven. Een pad met de naam Oude Tramweg herinnert er nog aan. Op 30 juni 1967 was er op bevel van de gemeente de laatste opheffing: Knokke station - Het Zoute. De gemeente wilde al langer de tram uit de stad hebben. Sindsdien is het traject van de Kusttram niet veranderd. De stadslijnen werden vervangen door buslijnen 11, 12 en 13. Anno 2023 is daarvan alleen 12 over, maar buslijn 3 en 44 zijn ook stadslijnen. Daarnaast zijn er nog streekbus 41 & 45. Er zijn plannen om de kusttram te verlengen naar Westkapelle.

## Kernen
De fusiegemeente Knokke-Heist bestaat uit de deelgemeenten Knokke, Heist, Westkapelle en Ramskapelle. Heist is een verstedelijkte kern aan zee. Knokke, oorspronkelijk een kilometer landinwaarts gelegen is eveneens naar en langs de kust uitgegroeid. Tussen Knokke en Heist liggen de wijken Duinbergen (VII) en Albertstrand (VI). Ten oosten van de kern van Knokke ligt Het Zoute (V). Westkapelle en Ramskapelle liggen in het binnenland. Westkapelle is naar Knokke toe gegroeid, Ramskapelle is nog een polderdorp gebleven.
Voorheen was er een apart dorp Koudekerke op de vroegere begraafplaats aan de zuidkant van Heist. Daarvan rest alleen nog een straatnaam en archeologische resten.
| # | Naam               | Opp. (km²) | Inwoners (2020) | Inwoners per km² | NIS-code |
| - | ------------------ | ---------- | --------------- | ---------------- | -------- |
| 1 | Knokke (I)         | 21,48      | 14.221          | 662              | 31043A   |
| 2 | Heist-aan-Zee (II) | 7,00       | 13.049          | 1.864            | 31043B   |
| 3 | Ramskapelle (III)  | 5,25       | 834             | 159              | 31043C   |
| 4 | Westkapelle (IV)   | 22,81      | 4.967           | 218              | 31043D   |

De gemeente Knokke-Heist grenst aan de volgende dorpen en gemeenten:
- a. Hoeke (stad Damme)
- b. Oostkerke (stad Damme)
- c. Dudzele (stad Brugge)
- d. Lissewege (welbepaald kern Zeebrugge) (stad Brugge)
- e. Retranchement (gemeente Sluis, Nederland)
- f. Sluis (gemeente Sluis, Nederland)

Knokke-Heist, deelgemeenten en buurgemeenten. De gele gebieden zijn bebouwde kernen.

## Demografische ontwikkeling van de fusiegemeente
Alle historische gegevens hebben betrekking op de huidige gemeente, inclusief deelgemeenten, zoals ontstaan na de fusie van 1 januari 1977.
- Bronnen:NIS, Opm:1831 tot en met 1981=volkstellingen; 1990 en later= inwonertal op 1 januari

| Inwoners van jaar tot jaar op 1 januari 1992 tot heden | Inwoners van jaar tot jaar op 1 januari 1992 tot heden | Inwoners van jaar tot jaar op 1 januari 1992 tot heden |
| jaar                                                   | Aantal                                                 | Evolutie: 1992=index 100                               |
| ------------------------------------------------------ | ------------------------------------------------------ | ------------------------------------------------------ |
| 1992                                                   | 31.965                                                 | 100,0                                                  |
| 1993                                                   | 32.126                                                 | 100,5                                                  |
| 1994                                                   | 32.326                                                 | 101,1                                                  |
| 1995                                                   | 32.380                                                 | 101,3                                                  |
| 1996                                                   | 32.592                                                 | 102,0                                                  |
| 1997                                                   | 32.660                                                 | 102,2                                                  |
| 1998                                                   | 32.783                                                 | 102,6                                                  |
| 1999                                                   | 32.936                                                 | 103,0                                                  |
| 2000                                                   | 33.148                                                 | 103,7                                                  |
| 2001                                                   | 33.296                                                 | 104,2                                                  |
| 2002                                                   | 33.451                                                 | 104,6                                                  |
| 2003                                                   | 33.567                                                 | 105,0                                                  |
| 2004                                                   | 33.777                                                 | 105,7                                                  |
| 2005                                                   | 33.823                                                 | 105,8                                                  |
| 2006                                                   | 34.063                                                 | 106,6                                                  |
| 2007                                                   | 34.132                                                 | 106,8                                                  |
| 2008                                                   | 34.024                                                 | 106,4                                                  |
| 2009                                                   | 33.879                                                 | 106,0                                                  |
| 2010                                                   | 33.825                                                 | 105,8                                                  |
| 2011                                                   | 33.987                                                 | 106,3                                                  |
| 2012                                                   | 34.004                                                 | 106,4                                                  |
| 2013                                                   | 33.753                                                 | 105,6                                                  |
| 2014                                                   | 33.556                                                 | 105,0                                                  |
| 2015                                                   | 33.452                                                 | 104,7                                                  |
| 2016                                                   | 33.311                                                 | 104,2                                                  |
| 2017                                                   | 33.197                                                 | 103,9                                                  |
| 2018                                                   | 33.097                                                 | 103,5                                                  |
| 2019                                                   | 33.126                                                 | 103,6                                                  |
| 2020                                                   | 33.089                                                 | 103,5                                                  |
| 2021                                                   | 33.086                                                 | 103,5                                                  |
| 2022                                                   | 32.875                                                 | 102,8                                                  |
| 2023                                                   | 32.645                                                 | 102,1                                                  |
| 2025                                                   | 32.415                                                 | 101,4                                                  |

## Toerisme
De toeristische trekpleister is het twaalf kilometer lange fijnkorrelige zandstrand met vijf bewaakte strandgedeelten en het duinlandschap. De strandpromenade is vrijwel geheel bebouwd met appartementsgebouwen met meerdere verdiepingen die als vakantieappartementen worden gebruikt.

## Bezienswaardigheden
- De gemeente heeft 12 km fijnkorrelige zandstranden in zijn 5 badplaatsen.
- Het Zwin is een grensoverschrijdend natuurreservaat van 150 ha. Het is een schorrengebied en een broedplaats voor zeldzame vogels, beheerd door de Provincie West-Vlaanderen in samenwerking met de Stichting Het Zeeuwse Landschap. In Heist, tegen de havendam van Zeebrugge, ligt het natuurreservaat Baai van Heist.
- Knokke-Heist heeft een ruim cultureel aanbod, onder andere in het cultuurcentrum Knokke-Heist (Scharpoord), het Casino Knokke, het For Freedom Museum en Sincfala, Museum van de Zwinstreek. Tijdens het voorjaar en de zomermaanden zijn er diverse activiteiten (Internationaal Vuurwerkfestival, Kneistival, Internationaal Fotofestival Knokke-Heist, enz...).
- De Bosmolen en de Kalfmolen zijn twee molens in de gemeente Knokke-Heist. Die laatste wordt ook als beschermd monument erkend.
- Het ziekenhuis AZ Zeno, campus Knokke-Heist, is prominent in het landschap aanwezig.

### Voormalige bezienswaardigheid
- Knokke-Heist had een vlindertuin waar 350 soorten vlinders en andere insecten konden worden bezichtigd. De vlindertuin heeft zijn deuren sinds 3 oktober 2010 definitief gesloten.[6]

## Politiek

### Structuur
| Knokke-Heist     | Knokke-Heist     | Supranationaal         | Nationaal                         | Nationaal                         | Gemeenschap               | Gewest                    | Provincie                 | Arrondissement  | Provinciedistrict | Kanton          | Gemeente        |
| ---------------- | ---------------- | ---------------------- | --------------------------------- | --------------------------------- | ------------------------- | ------------------------- | ------------------------- | --------------- | ----------------- | --------------- | --------------- |
| Administratief   | Niveau           | Europese Unie          | België                            | België                            | Vlaanderen                | Vlaanderen                | West-Vlaanderen           | Brugge          | Brugge            | Brugge          | Knokke-Heist    |
| Administratief   | Bestuur          | Europese Commissie     | Belgische regering                | Belgische regering                | Vlaamse regering          | Vlaamse regering          | Deputatie                 | Deputatie       | Deputatie         | Deputatie       | Gemeentebestuur |
| Administratief   | Raad             | Europees Parlement     | Kamer van volksvertegenwoordigers | Kamer van volksvertegenwoordigers | Vlaams Parlement          | Vlaams Parlement          | Provincieraad             | Provincieraad   | Provincieraad     | Provincieraad   | Gemeenteraad    |
| Kiesomschrijving | Kiesomschrijving | Nederlands Kiescollege | Kieskring West-Vlaanderen         | Kieskring West-Vlaanderen         | Kieskring West-Vlaanderen | Kieskring West-Vlaanderen | Kieskring West-Vlaanderen | Brugge          | Brugge            | Brugge          | Knokke-Heist    |
| Verkiezing       | Verkiezing       | Europese               | Federale                          | Federale                          | Vlaamse                   | Vlaamse                   | Provincieraads-           | Provincieraads- | Provincieraads-   | Provincieraads- | Gemeenteraads-  |

Na Manu Desutter die van 1973 tot 1979 burgemeester van Knokke-Heist was, was daarna van 1979 tot 2021 graaf Leopold Lippens er de burgemeester. Nadat deze op 19 februari 2021 overleed, werd hij opgevolgd door toenmalig eerste schepen Piet De Groote, die na een politieke kwestie in oktober 2023 werd opgevolgd door Jan Morbee. Na de lokale verkiezingen van 13 oktober 2024, werd Cathy Coudyser na jaren oppositie begin december de eerste vrouwelijke burgemeester van Knokke-Heist.

#### 2013-2018
Burgemeester was Leopold Lippens van de Gemeentebelangen. Deze partij heeft de meerderheid met 24 op 31 zetels.

#### 2019-2024
Burgemeester was Leopold Lippens van de Gemeentebelangen tot zijn dood in februari 2021 en werd opgevolgd door Piet De Groote van dezelfde partij. Begin oktober 2023 werd deze opgevolgd door Jan Morbee, eveneens van Gemeentebelangen. Deze partij heeft de meerderheid met 25 op 31 zetels.

#### 2024-2030
Burgemeester is Cathy Coudyser van Inzicht, een kartel van CD&V en N-VA. Inzicht vormde een meerderheid met Ja! van gewezen burgemeester Piet De Groote, een afsplitsing van Gemeentebelangen. De coalitie heeft een meerderheid van 21 op 31 zetels.

### Resultaten gemeenteraadsverkiezingen sinds 1976
| Partij of kartel     | Partij of kartel                                 | 10-10-1976 | 10-10-1976 | 10-10-1982 | 10-10-1982 | 9-10-1988 | 9-10-1988 | 9-10-1994 | 9-10-1994 | 8-10-2000 | 8-10-2000 | 8-10-2006 | 8-10-2006 | 14-10-2012 | 14-10-2012 | 14-10-2018 | 14-10-2018 | 13-10-2024 | 13-10-2024 |
| Stemmen / Zetels     | Stemmen / Zetels                                 | %          | 29         | %          | 29         | %         | 29        | %         | 31        | %         | 31        | %         | 31        | %          | 31         | %          | 31         | %          | 31         |
| -------------------- | ------------------------------------------------ | ---------- | ---------- | ---------- | ---------- | --------- | --------- | --------- | --------- | --------- | --------- | --------- | --------- | ---------- | ---------- | ---------- | ---------- | ---------- | ---------- |
|                      | Agalev1/Groen2/ Groen-sp.aC/ Vooruit-GroenD      | -          |            | -          |            | -         |           | 6,91      | 1         | 7,691     | 1         | 3,312     | 0         | 4,022      | 0          | 7,7C       | 1          | 3,7D       | 0          |
|                      | KARTELB/ SP1/ sp.a2/ Groen-sp.aC/ Vooruit-GroenD | 43,32B     | 12         | 12,471     | 3          | 11,131    | 3         | 8,681     | 2         | 7,981     | 2         | 4,742     | 0         | 4,062      | 0          | 7,7C       | 1          | 3,7D       | 0          |
|                      | KARTELB/ PVV1/ VLD2                              | 43,32B     | 12         | 22,991     | 7          | 21,041    | 7         | 23,12     | 7         | 65,02A    | 23        | 17,812    | 6         | 64,83A     | 24         | 70,2A      | 25         | 27,5A      | 9          |
|                      | GemeentebelangenA                                | -          |            | -          |            | 34,0A     | 11        | 54,6A     | 20        | 65,02A    | 23        | 60,15A    | 22        | 64,83A     | 24         | 70,2A      | 25         | 27,5A      | 9          |
|                      | CVP1/ InzichtE                                   | 56,681     | 17         | 39,541     | 14         | 22,761    | 7         | 54,6A     | 20        | 65,02A    | 23        | 60,15A    | 22        | 64,83A     | 24         | 70,2A      | 25         | 34,3E      | 12         |
|                      | KARTELB/ VU1/ N-VA2/ InzichtE                    | (*)B       |            | 15,581     | 4          | 5,711     | 1         | -         |           | -         |           | -         |           | 21,012     | 7          | 16,22      | 4          | 34,3E      | 12         |
|                      | JA!                                              | -          |            | -          |            | -         |           | -         |           | -         |           | -         |           | -          |            | -          |            | 27,1       | 9          |
|                      | Vlaams Blok1/ Vlaams Belang2                     | -          |            | -          |            | -         |           | 5,271     | 1         | 10,441    | 3         | 11,432    | 3         | 4,142      | 0          | 5,92       | 1          | 7,12       | 1          |
|                      | RAAK1/ R@@k-Spirit2                              | -          |            | -          |            | -         |           | -         |           | 8,871     | 2         | 2,562     | 0         | -          |            | -          |            | -          |            |
|                      | NP                                               | -          |            | 6,47       | 1          | 4,11      | 0         | -         |           | -         |           | -         |           | -          |            | -          |            | -          |            |
| Anderen(*)           | Anderen(*)                                       | -          |            | 2,95       | 0          | 1,25      | 0         | 1,45      | 0         | -         |           | -         |           | -          |            | 1,94       | 0          | 0,4        | 0          |
| Totaal stemmen       | Totaal stemmen                                   | 18804      | 18804      | 20221      | 20221      | 22327     | 22327     | 23008     | 23008     | 23780     | 23780     | 25506     | 25506     | 24181      | 24181      | 23853      | 23853      | 15937      | 15937      |
| Opkomst %            | Opkomst %                                        |            |            |            |            | 90,61     | 90,61     | 89,4      | 89,4      | 88,94     | 88,94     | 91,67     | 91,67     | 86,52      | 86,52      | 87,6       | 87,6       | 60,4       | 60,4       |
| Blanco en ongeldig % | Blanco en ongeldig %                             | 3,47       | 3,47       | 5,17       | 5,17       | 4,63      | 4,63      | 4,13      | 4,13      | 4,33      | 4,33      | 2,91      | 2,91      | 1,96       | 1,96       | 2,7        | 2,7        | 0,4        | 0,4        |

De rode cijfers naast de gegevens duiden aan onder welke naam de partijen telkens bij een verkiezing opkwamen.

De zetels van de gevormde coalitie staan vetjes afgedrukt. De grootste partij staat in kleur.
 (*) 1982: GB (2,95%) / 1988: BL (1,25%) / 1994: NF (0,92%), PVDA (0,53%) / 2012: Team Waeghe (1,94%) / 2024: OUMANIVE (0,4%)

## Geboren in Knokke-Heist
- Hans Vermeersch (1957), muzikant, componist, en dirigent
- Maxim De Cuyper (2000), voetballer
- Rik Verheye (1986), acteur
- Brihang (1993), rapper
- Nicky Degrendele (1996), baanwielrenster